# Stadio Evžen Rošický
Lo stadio Evžen Rošický (in ceco Stadion Evžena Rošického) è un impianto sportivo multifunzione ceco di Praga.
Si trova nel quartiere di Strahov adiacente al Grande Stadio, da cui lo separa una strada comune a entrambe le strutture. Al 2023 è l'impianto interno del club calcistico Slavoj Vyšehrad.

## Costruzione
La costruzione dello stadio e iniziata nel 1931 e l'impianto inaugurato nel 1935. L'impianto è stato edificato lateralmente alla tribuna Ovest del Velký Strahovský Stadion e i due impianti separati da una strada ora denominata Zátopková e dedicata alla memoria di Emil Zátopek, sono a loro volta collegati tra loro da una galleria sopraelevata.

## Storia
L'impianto, di proprietà della Federazione calcistica ceca, fu dedicato dopo la seconda guerra mondiale alla memoria dell'atleta cecoslovacco Evžen Rošický che durante l'occupazione tedesca della Cecoslovacchia militando nella resistenza ceca, venne arrestato dai tedeschi il 18 giugno 1942 e fucilato il 25 giugno giusto una settimana dopo.

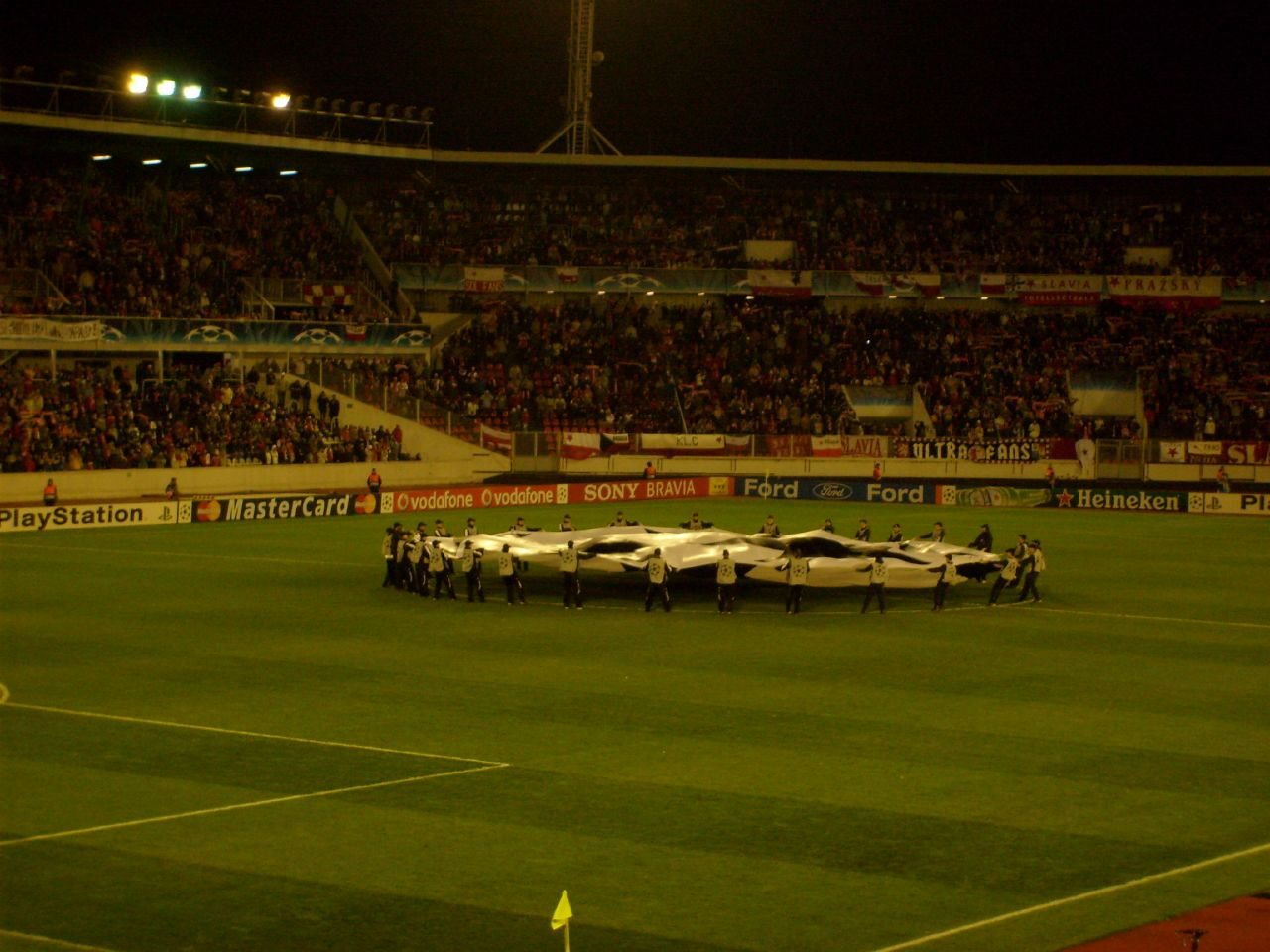
lo stadio nell'immediatezza dell'inizio dell'incontro di Champions League tra Slavia e Arsenal.

Lo stadio ha una capienza di 20 000 spettatori, il terreno di gioco circondato da una pista di atletica e dispone di un impianto di illuminazione di 1 400 lux.
Nel 1978 lo stadio, nell'occasione riammodernato, è stato il teatro principale dei campionati europei di atletica leggera; proprio in questo impianto si è svolta la gara del salto in alto femminile, probabilmente la più avvincente e di più elevato tasso tecnico della manifestazione, in cui l'italiana Sara Simeoni prevalse sulla rivale di sempre Rosemarie Ackermann, atleta della Germania Est, eguagliando il record mondiale da lei stessa stabilito qualche settimana prima.
Nel 1990 nello stadio si sono svolte le Spartachiadi, un evento propagandistico gigantesco organizzato dal regime comunista, che fino ad allora era stato celebrato nel Grande Stadio di Strahov, in cui durante gli spettacoli si alternavano vari gruppi, suddivisi in un gran numero di categorie, che si richiamavano alla tradizione degli Slety dei Sokol. Le Spartachiadi del 1990, che si svolsero pochi mesi dopo la rivoluzione di velluto di Václav Havel del 1989, che aveva posto fine al regime comunista, vennero celebrate in tono minore rispetto alla consuetudine, con l'assenza di molte categorie e soprattutto dei ginnasti slovacchi.
A partire dagli anni novanta lo stadio è stato a lungo utilizzato dallo Slavia Praga, prima della costruzione del nuovo Stadio Eden ed ha più volte ospitato incontri di calcio della nazionale ceca e varie finali della Coppa della Repubblica Ceca.
Tra le formazioni italiane che si sono esibite in questo stadio, la Roma nei quarti di finale della Coppa UEFA 1995-1996, il Palermo nei sedicesimi di finale della Coppa UEFA 2005-2006 e la Fiorentina nel 3º turno dei preliminari di Champions League 2008-2009.
Nel 2006 nello stadio si è svolto il XIV Slet dell'associazione dei Sokol, il terzo celebrato dopo la fine del regime comunista in Cecoslovacchia e dopo la divisione della Cecoslovacchia nei due stati indipendenti di Repubblica Ceca e Slovacchia.